# Umhausen
Umhausen is een gemeente in het district Imst van de Oostenrijkse deelstaat Tirol.
Umhausen ligt in het Ötztal. Naast de hoofdkern Umhausen zijn er verscheidene kleinere woonkernen: Tumpen, Köfels, Farst, Niederthai en Östen. Umhausen was een centrum voor vezelvlasteelt. Tegenwoordig vindt er op beperkte schaal toerisme plaats. Verder is er industrie te vinden.
Bezienswaardigheden zijn de gotische parochiekerk met uitbouw in Barokke bouwstijl en de sierlijk beschilderde hotels in het centrum. Verder bevinden zich in de gemeente Umhausen de hoogste waterval in Tirol (Stuibenfall, 150 m) en het Ötzi-dorp, waar de leefomstandigheden van de prehistorische bewoners van het gebied worden getoond.
Het dorpje Niederthai is bereikbaar vanuit Umhausen via de Niederthaier Straße (L238), waar de weg aansluiting heeft op de Ötztalstraße (B186) die door het Ötztal loopt.

## Afbeeldingen

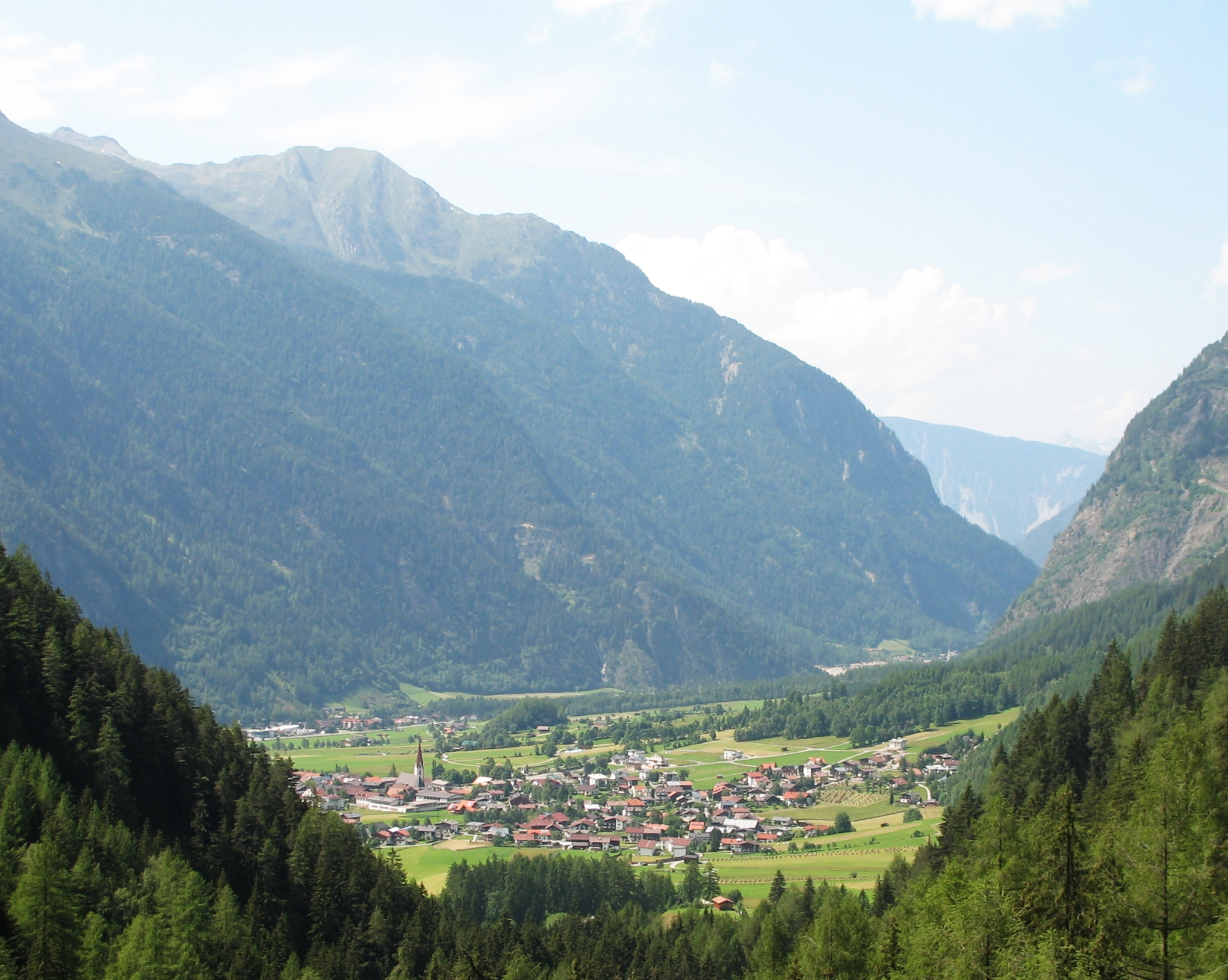
Blik op Umhausen vanaf de Stuibenfall
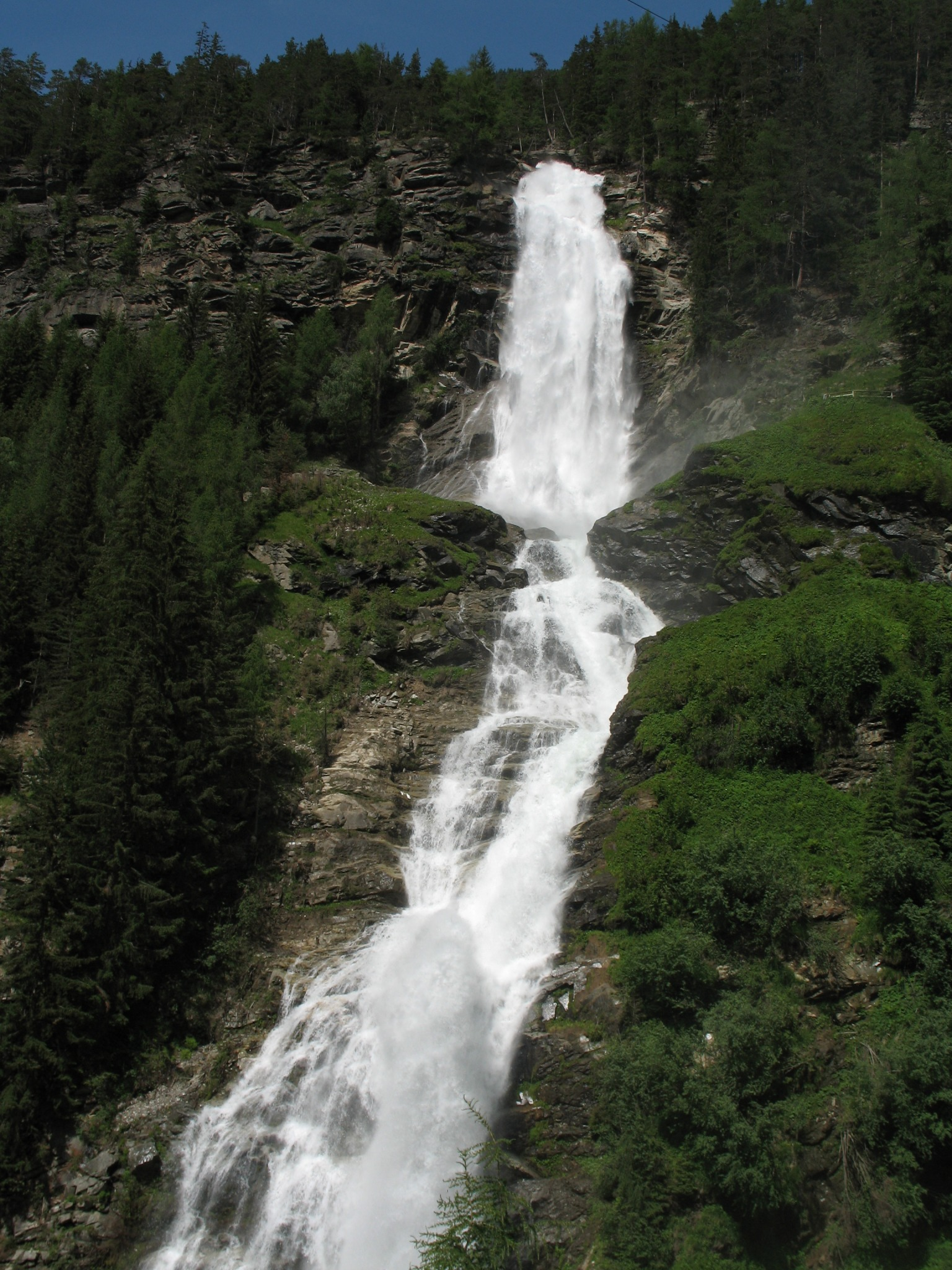
De Stuibenfall
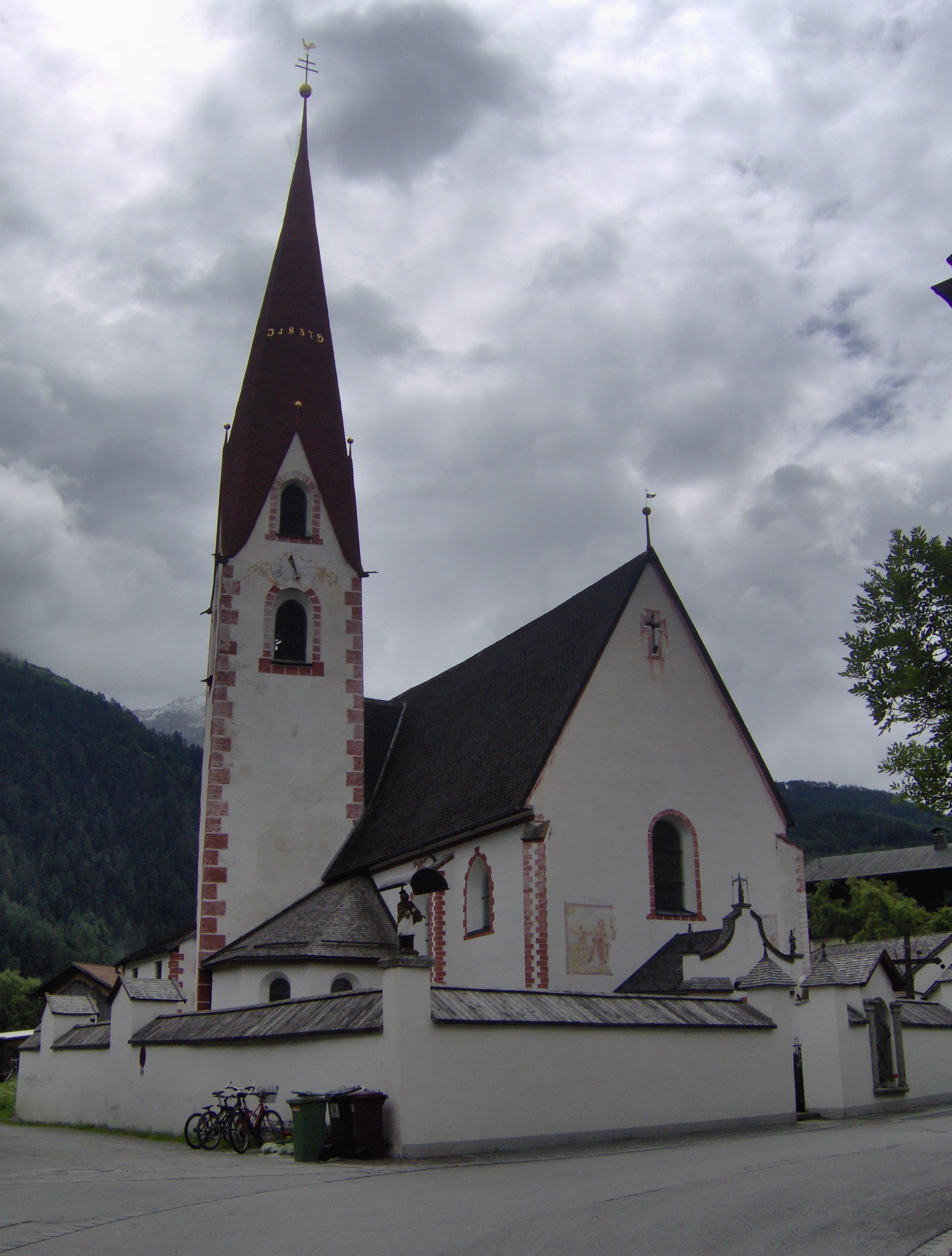
De parochiekerk Sankt Vitus
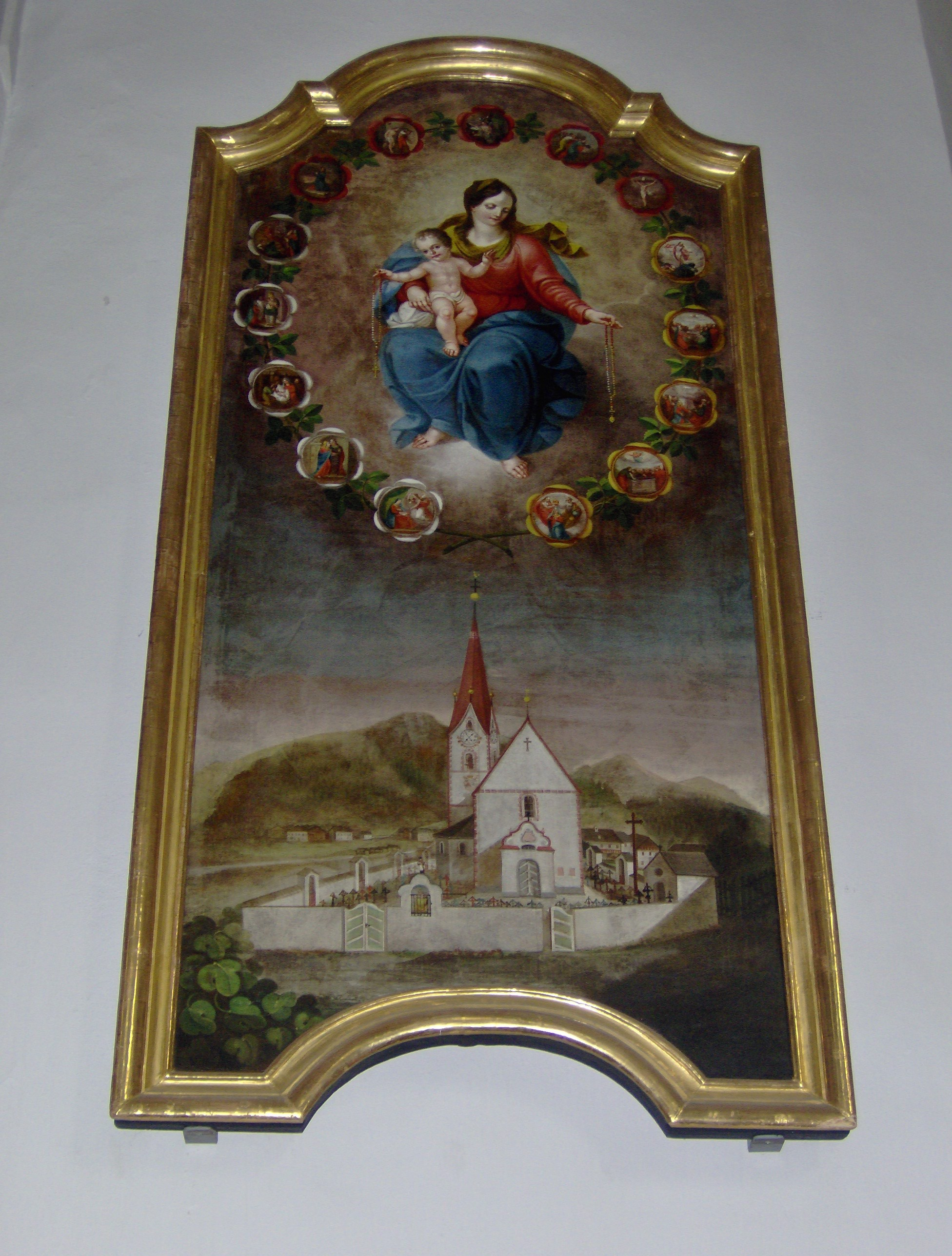
Schildering in de parochiekerk Sankt Vitus

## Geboren
- Alessandro Schöpf (7 februari 1994), voetballer